# Cercado Bajo de Cartuja
Cercado Bajo de Cartuja es un barrio de Granada, España, perteneciente al distrito Beiro. Está situado en la zona este de la ciudad. Limita al norte con los barrios de Campo Verde, Casería de Montijo y Parque Nueva Granada; al este, con el barrio de El Fargue; al sur, con los barrios de Haza Grande y San Ildefonso; y al oeste, con el barrio de Plaza de Toros-Doctores-San Lázaro.

## Lugares de interés
- Campus Universitario de la Cartuja
- Monasterio de la Cartuja
- Observatorio de la Cartuja
- Fabrica de "Cervezas Alhambra".
- Facultad de Filosofía y Letras de la Universidad de Granada
- Colegio Ave Maria "San Isidro"
- Ermita del Cristo de la Yedra.
- Residencia Universitaria Emperador Carlos V.